# Бєляк Костянтин Микитович
Костянтин Микитович Бєляк (нар. 21 січня 1916, станція Петровський завод Забайкальської області, тепер місто Петровськ-Забайкальський Забайкальського краю, Російська Федерація — 4 грудня 1997, місто Москва) — радянський державний діяч, міністр машинобудування для тваринництва і кормовиробництва СРСР, голова Воронезького і Центрально-Чорноземного раднаргоспів РРФСР. Кандидат у члени ЦК КПРС у березні — жовтні 1976 року. Член ЦК КПРС у жовтні 1976—1986 роках. Депутат Верховної Ради СРСР 6-го і 9—11-го скликань. Герой Соціалістичної Праці (10.03.1981).

## Життєпис
Народився 8 (21) січня 1916 року в родині залізничника. У 1930 році закінчив фабрично-заводську школу-семирічку.
У 1930—1932 роках — учень слюсаря, слюсар, помічник машиніста паровоза залізничного депо Верхньоудинська (Улан-Уде).
У 1932—1934 роках — учень Іркутського робітничого факультету.
У 1935—1940 роках — студент Томського політехнічного інституту. Тоді ж в Томському аероклубі закінчив парашутне, планерне і пілотське відділення.
У 1940—1944 роках — майстер механічного цеху, технолог, старший технолог, начальник майстерні, заступник, начальник цеху Новосибірського авіаційного заводу імені Чкалова.
Член ВКП(б) з 1942 року.
У 1944—1945 роках — комсомольський організатор ЦК ВЛКСМ, у 1945—1947 роках — заступник секретаря комітету ВКП(б) Новосибірського авіаційного заводу імені Чкалова.
У 1947—1948 роках — слухач Московської авіаційної промислової академії.
У 1948—1950 роках — директор Куйбишевського агрегатного заводу.
У 1950—1955 роках — директор авіаційного заводу в Комсомольську-на-Амурі.
У 1955—1957 роках — директор Воронезького авіаційного заводу.
29 травня 1957 — 25 грудня 1962 року — голова Ради народного господарства (раднаргоспу) Воронезького економічного адміністративного району.
25 грудня 1962 — 2 жовтня 1965 року — голова Ради народного господарства (раднаргоспу) Центрально-Чорноземного економічного району.
У жовтні 1965 — лютому 1966 року — заступник міністра, у лютому 1966 — жовтні 1973 року — 1-й заступник міністра тракторного і сільськогосподарського машинобудування СРСР.
11 жовтня 1973 — 14 січня 1986 року — міністр машинобудування для тваринництва і кормовиробництва  СРСР.
Указом Президії Верховної Ради СРСР від 10 березня 1981 року за заслуги перед Радянською державою в розвитку сільськогосподарського машинобудування та великий внесок у забезпечення дострокового виконання завдань десятого п'ятирічного плану по виробництву техніки для тваринництва і кормовиробництва Бєляку Костянтину Микитовичу присвоєно звання Героя Соціалістичної Праці з врученням ордена Леніна і золотої медалі «Серп і Молот».
З січня 1986 року — персональний пенсіонер союзного значення в Москві.
Помер 4 грудня 1997 року. Похований в Москві на Кунцевському цвинтарі (ділянка 10).

## Родина
Свояк Леоніда Брежнєва.

## Нагороди і звання
- Герой Соціалістичної Праці (10.03.1981)
- три ордени Леніна (12.07.1957; 7.01.1976; 10.03.1981)
- орден Жовтневої Революції (25.08.1971)
- два ордени Трудового Червоного Прапора (17.06.1961; 7.01.1966)
- орден Дружби народів (7.01.1986)
- орден «Знак Пошани» (5.02.1944)
- орден Червоної Зірки (2.07.1945)
- медаль «За доблесну працю у Великій Вітчизняній війні 1941—1945 рр.»
- медалі
- Ленінська премія